# 파이황과
파이황과(중국어 간체자: 拍黄瓜, 정체자: 拍黃瓜, 병음: pāi huángguā)는 중국의 오이 요리이다.

## 이름
중국어 "파이황과(拍黄瓜, 拍黃瓜, pāi huángguā)"는 "두드린 오이"를 뜻한다. "파이(pāi)"는 "치다, 두드리다"를, "황과(黄瓜, 黃瓜, huángguā)"는 "오이"를 뜻하는 말이다.

## 만들기
오이를 중식도 등으로 두드려 깨트린 다음, 먹기 좋은 크기로 썬다. 간 마늘, 소금, 설탕, 간장, 식초, 고추기름, 참기름 등을 넣어 무친다.

## 같이 보기
- 오이무침